# Yūji Sugano
Yūji Sugano (jap. 菅野 裕二, Sugano Yūji; * 14. April 1961 in der Präfektur Aichi) ist ein ehemaliger japanischer Fußballspieler.

## Nationalmannschaft
1988 spielte Sugano einmal für die japanische Fußballnationalmannschaft. Er erzielte keinen Treffer.